# 카멀라 해리스
카멀라 데비 해리스(영어: Kamala Devi Harris, 1964년 10월 20일~)는 미국의 변호사 출신 제49대 부통령이며 미국 역사상 최초의 여성 부통령이자 아프리카계·아시아계 부통령이다.
1964년 캘리포니아주 오클랜드에서 태어났으며, 인도(타밀)계와 흑인의 혼혈이다. 어머니 샤말라 고팔란은 인도의 타밀족 가족에서 태어나 미국으로 이민한 유방암 전문 과학자였다. 아버지 도널드 해리스(Donald Harris)는 자메이카인으로 태어나 미국으로 이민하였다. 현재 그는 스탠퍼드 대학교 경제학과의 명예교수이다.
1986년에는 워싱턴 D.C. 하워드 대학교에서 정치학과 경제학을 전공했고, 1989년 캘리포니아 대학교 헤이스팅스 법무대학원 법무석사(JD) 학위를 취득하고 변호사가 되었다. 
1990년 샌프란시스코 지방검찰청에서 일했으며, 2004년부터 2011년까지 제27대 샌프란시스코 법무장관 겸 검찰총장, 2011년부터 2017년까지 제32대 캘리포니아주 법무장관 겸 검찰총장을 역임했다. 2017년 1월 3일부터 캘리포니아주 연방 상원 의원을 역임하고 있다. 2019년 1월 21일 2020년 미국 대통령 선거의 민주당 경선 후보 출마를 선언했으나, 선거 자금 부족으로 12월에 중도 하차했다.
2020년 8월 11일 조 바이든이 2020년 미국 대통령 선거 민주당 부통령 후보로 지명했고, 조 바이든 대통령 당선으로 미국 역사상 최초의 여성 부통령이자 아프리카계, 아시아계 출신 부통령이 되었다.
2024년 미국 대통령 선거에서 민주당 대통령 후보로 출마하였으나 도널드 트럼프 공화당 후보에 패하였다.

## 생애 초기(1964~1990)

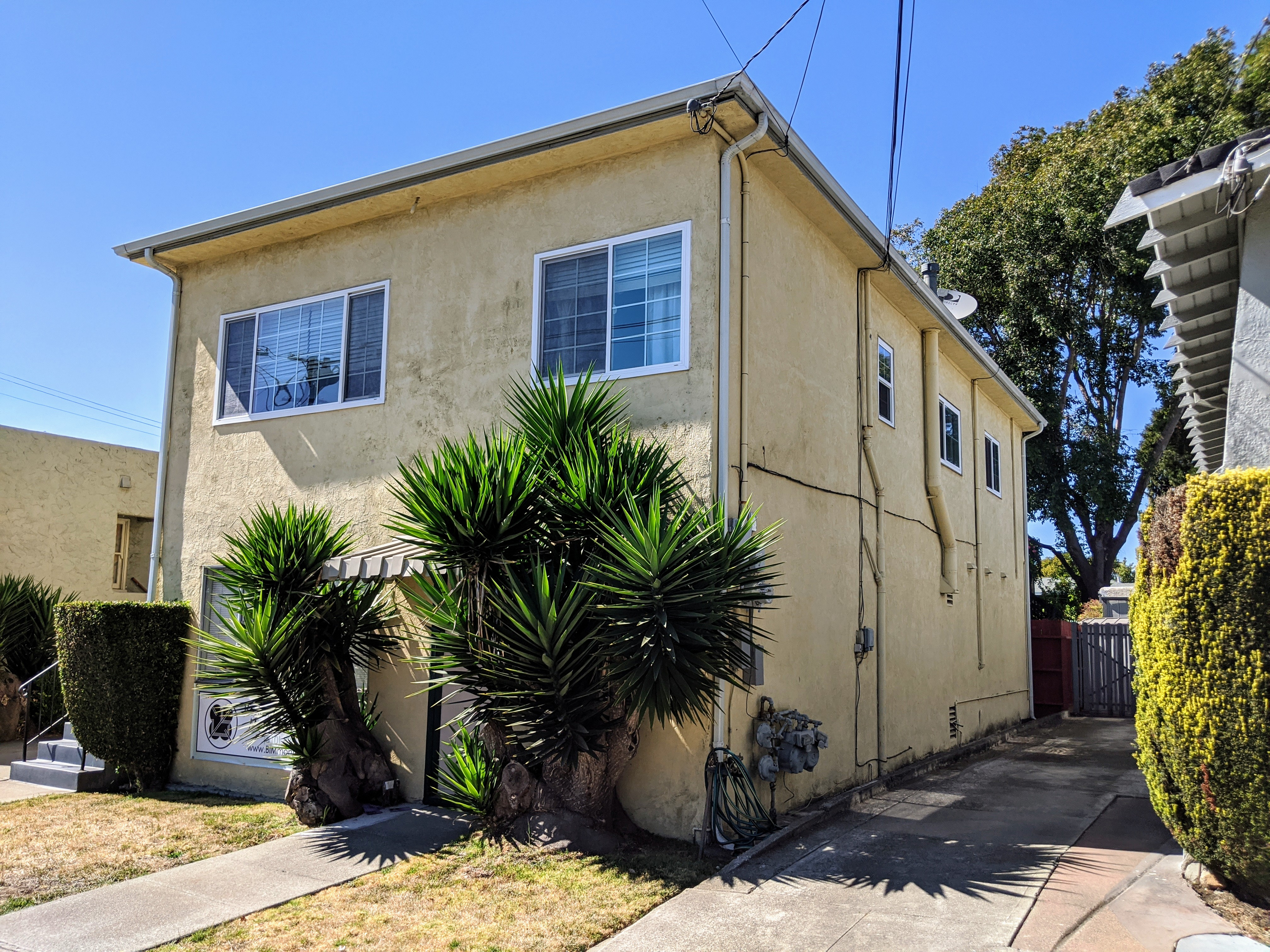
카멀라 해리스 어린시절 집

1964년 10월 20일 캘리포니아주 오클랜드에서 태어났다. 프로게스테론 수용체 유전자에 관한 연구와 유방암 연구 활동을 한 생물학자인 어머니 샤말라 고팔란은 1958년 캘리포니아 대학교 버클리의 영양 및 내분비학 대학원생으로 인도에서 미국으로 건너왔다. 고팔란은 1964년 박사학위를 받았다. 카멀라의 아버지 도널드 J. 해리스는 스탠퍼드 대학교 경제학 명예교수로, 1966년 캘리포니아 대학교 버클리 대학원 공부를 위해 1961년 미국에 도착하여 경제학 박사학위를 받았다.
해리스는 여동생 마야와 함께 캘리포니아 버클리시에 살았고, 잠시 버클리 중심부의 밀비아 거리에 살았으며 그 후 웨스트 버클리에는 밴크로프트 웨이의 복층으로 불리며 상당한 흑인이 거주하는 지역이다.
해리스 부통령이 유치원을 마치고, 초등학교 입학 시기에 버클리시의 포괄적 차별 철폐 프로그램의 일환으로 해리스는 지원을 받아 북버클리에있는 부유한 지역의 공립학교인 사우전드 오크스 초등학교에 다녔다. 이 학교는 인종차별시기에 95%의 백인 학교였고, 인종차별 철폐 계획이 발효된 후 비로소 흑인의 비율이 40%가 되었다.
한 이웃의 교인이 정기적으로 해리스 자매를 오클랜드의 한 흑인 교회에 데리고 갔고, 자매는 어린이 찬양단원이 되었다. 카멀라의 어머니는 그들을 힌두교 신화에 소개시켜 가까운 힌두교 신전으로 데리고 가서 가끔 노래를 불렀다.
어렸을 때, 해리스 자매는 인도 남동쪽 해안 마드라스(현 첸나이)에 살던 어머니 가족을 여러 번 방문했다. 그녀는 민주주의와 여성 권리에 진보적인 관점을 그녀에게 깊은 알려준 인도 은퇴 공무원인 외할아버지 P. V. 고팔란에게 강한 영향을 받았다. 해리스는 그녀의 성인 생활 동안 내내 그녀의 인도인 이모들과 삼촌들과 연락을 유지했다. 또한 해리스은 자메이카에 있는 아버지의 가족을 방문했다.
카멀라 부모님은 그녀가 7살 때 이혼했다. 해리스 자매는 주말에 팰로앨토에 살던 아버지를 방문했을 때, 이웃의 다른 아이들은 해리스 자매가 흑인이라 함께 놀지 않았다고 말했다. 해리스와 자매가 12살 때 어머니와 함께 캐나다 퀘벡 주 몬트리올로 이사를 갔고, 샤일랄라는 맥길 대학 부속 유대인 종합병원의 연구 및 교수직을 수락했다. 해리스는 프랑스어를 사용하는 초등학교인 노트르담데데스 니게스를 거쳐 1981년 퀘벡 주 웨스트마운트에 있는 웨스트마운트 고등학교를 졸업했다.
고등학교를 졸업한 후, 1981년 카멀라는 워싱턴 DC에 역사적으로 흑인들의 하버드 대학이라 부르는 하워드 대학교에 진학하였다. 하워드 재학 시절 앨런 크랜스턴 캘리포니아주 상원의원의 우편물실 사무원으로 인턴 생활을 하며 경제학회를 이끌었고 토론팀을 이끌고 알파 카파 알파에 합류했다. 해리스는 1986년 하워드 대학교에서 정치학과 경제학 학사 학위를 받고 졸업했다.
그 후 해리스는 캘리포니아 대학교 헤이스팅스 법학전문대학원에 입학하기 위해 캘리포니아로 돌아왔다. UC 헤이스팅스에 있는 동안 흑인법학생회 지부장을 지냈다. 그녀는 1989년에 쥬리 박사와 함께 졸업하였고 1990년 6월 캘리포니아주 변호사(California Bar)시험에 합격하였다.

## 초기 경력 (1990~2004)
1990년 해리스는 캘리포니아 앨러미다군에서 지방 검사로 고용되어 "떠오르는 유능한 검사"로 주목받았다.
1998년 2월 샌프란시스코 지방 검사 테런스 홀리난은 해리스를 지방 검사 보조로 채용했다. 그곳에서 그녀는 다른 다섯 명의 변호사를 감독하면서 직업형사과장이 되었고, 그곳에서 살인, 강도, 강간, 성폭행 사건, 특히 삼진 사건을 기소하였다. 해리스는 2000년, 소년법원이 아닌 상급법원에서 소년 피고인을 재판할 수 있는 선택권을 검사들에게 부여하는 발의안 제21호("제21호")를 놓고 할리난의 조수인 대럴 살로몬과 충돌한 것으로 알려졌다. 해리스가 그 조치에 반대하는 캠페인을 벌였고 살로몬은 프로프21에 대한 언론 질의를 해리스에게 지시하는 것에 반대하여 사실상 좌천인 그녀를 재지정했다. 해리스는 살로몬을 고소하고 그만두었다.
2000년 8월, 해리스는 시 변호사 루이스 렌느에서 일하는 샌프란시스코 시청에 새로운 일자리를 얻었다. 해리스는 아동학대와 방임 사건을 대표하는 가정 및 아동 서비스 부서를 운영했다. 렌은 그녀의 D.A. 캠페인 기간 동안 해리스의 지지선언을 했다.

## 샌프란시스코 검사장 (2004~2011)
해리스는 2002년 현 할리난과 빌 파지오를 상대로 샌프란시스코 검사장에 출마할 준비를 하면서 베이뷰 근교에 선거사무소를 차렸다. 해리스는 세 후보 중 가장 덜 알려진 후보였지만 중앙위원회를 설득하여 할리난으로부터의 지지를 보류시켰다. 해리스와 할리난은 각각 33%와 37%의 득표율로 총선 결선투표에 진출했다.
결선투표에서 해리스는 절대 사형을 구형하지 않을 것과 강력범죄의 경우에만 삼진범들을 기소할 것을 약속했다. 해리스는 윌리 브라운 전 시장, 다이앤 파인스타인 상원의원, 작가 겸 만화가 에런 맥그루더, 코미디언 에디 그리핀과 크리스 록의 도움을 받아 "강력한" 캠페인을 전개했다. 해리스는 그의 연기를 공격함으로써 할리난과 차별화했다. 그녀는 주 전체 평균 83%의 유죄판결에도 불구하고 중범죄에 대한 그의 52%의 유죄판결률을 강조하며 기술적으로 서툴러 그의 공직에서 물러났다고 주장했다. 해리스는 자신의 사무실이 도시의 총기 폭력을 막기 위해, 특히 베이뷰와 텐더로인 같은 가난한 동네에서 충분히 조치를 취하지 않았다고 비난하고 가정폭력의 경우 유죄판결을 받아들이겠다는 그의 의지를 공격했다. 해리스가 56%의 득표로 승리하여 샌프란시스코 검사장으로 선출된 최초의 유색인종이 되었다.

### 공공안전

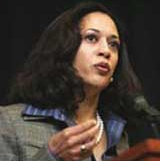
샌프란시스코 검사장 시절 카멀라 해리스

#### 중죄 판결률
2004년에 해리스 사무소는 베이뷰 인근 지역에 위험한 인쇄 잉크를 투척한 혐의로 두 명의 인쇄 회사 직원을 기소했다. 이 두 사람은 유죄를 인정하여 집행유예를 받았다. 2005년 여름 해리스는 환경범죄단체를 만들었다.
해리스 사무소가 마리화나 범죄를 기소한 비율은 할리난에 따른 비율보다 높았지만, 그러한 범죄로 주(州)에서 실형을 선고받은 피고인의 수는 상당히 적었다. 해리스 하에서는 낮은 수준의 마리화나 범죄에 대한 기소가 드물었고, 그녀의 사무실에서는 마리화나 소지죄에 대해 징역형을 구형하지 않는다는 규정이 있었다. 해리스의 후임자인 조지 가스콘은 1975년으로 거슬러 올라가 모든 샌프란시스코 마리화나 범죄를 소탕했다.

#### 강력범죄
2000년대 초반 1인당 살인율이 전국 평균을 앞질렀다. 취임 후 6개월 동안 해리스는 14건의 유죄 협상을 통해 74건의 살인 사건 중 27건을 무죄로 판결하고 11건을 재판에 넘겼다. 9건의 유죄판결과 2건의 배심원으로 그녀는 81%의 성공률을 기록했다. 그녀는 49건의 강력범죄 사건을 재판에 넘겼고 84%의 성공률로 36건의 유죄 판결을 받았다. 2004년부터 2006년까지 해리스는 살인사건에 대한 유죄판결률 87%, 중범죄 총기침해사건에 대한 유죄판결률 90%를 달성했다.

### 개혁에 대한 노력

#### 사형
해리스는 가석방 없는 종신형이 사형보다 더 낫고 더 비용 효과적인 처벌이라고 말했으며, 이로 인한 비용 절감으로 샌프란시스코에서만 1,000명의 경찰관이 추가 비용을 지불할 수 있을 것으로 추정했다.
선거 운동 기간 동안 해리스는 절대 사형을 구형하지 않겠다고 약속했다. 2004년 샌프란시스코 경찰서의 한 경찰관이 총에 맞아 사망한 후, 다이앤 파인스타인(및 전 샌프란시스코 시장) 미국 상원의원 바버라 복서, 오클랜드 시장, 제리 브라운, 샌프란시스코 경찰협회 등이 해리스에게 그 입장을 번복하라고 압력을 넣었지만, 그녀는 그러지 않았다.

#### 재범 및 재입국 추진
해리스는 2004년 민권 운동가 라테파 사이먼을 영입해 샌프란시스코 사회 재진입 사단을 창설했다. 주력 프로그램은 18~30세의 최초 비폭력 범죄자를 위한 최초의 사회 진입 프로그램인 Back on Track 이니셔티브였다. 무기나 갱과 관련된 범죄가 아닌 주도적 참여자들은 12개월에서 18개월의 기간 동안 판사 앞에 선고 연기 및 정기 출두의 대가로 유죄를 인정한다. 이 프로그램은 엄격한 졸업 요건을 유지했고, 최대 220시간의 사회봉사 의무화, 고등학교 동등 졸업장 취득, 꾸준한 취업 유지, 육아수업, 약물검사 합격 등을 했다. 졸업할 때 법원은 이 사건을 기각하고 졸업생의 기록을 삭제하기로 했다. 2009년에는 주법(Back on Track Regeter Act, A.B. 750)이 제정되어 다른 캘리포니아 카운티에서도 유사한 프로그램을 시작하도록 장려하였다.

#### 무단결석 감시계획
2006년, 치솟는 이 도시의 살인율을 줄이기 위한 계획의 일환으로 해리스는 샌프란시스코의 위험에 처한 초등학교 청소년들의 무단결석을 막기 위한 시 전체의 노력을 이끌었다. 만성적인 무단결석 문제를 공공의 안전에 관한 문제로 선언하고, 교도소 수감자와 살인사건 피해자의 대다수가 중퇴자 또는 상습 무단결석자라는 점을 지적하면서, 해리스의 사무실은 고위험 학교에서 수천 명의 학부모를 만나 가을 학기 초에 무단결석으로 인한 법적 결과를 모든 가정에 경고하는 편지를 보냈다. 그녀는 만성적으로 결석한 초등학생의 부모들을 기소할 것이라고 덧붙였다; 벌칙은 2,500달러의 벌금과 1년 이하의 징역형을 포함한다. 이 프로그램은 도입 당시 논란이 많았다.
2009년 4월까지 상습적이거나 만성적인 무단결석자가 있는 초등학생은 1330명으로 2008년 1730명에 비해 23% 감소했으며, 2007년 2517명, 2006년 2856명에 비해 감소하였다. 해리스 사무소는 3년 동안 7명의 학부모를 기소했으며, 한 명도 수감되지 않았다.

## 캘리포니아주 검찰총장 (2011~2017)

### 소비자 보호

#### 사기, 낭비, 남용

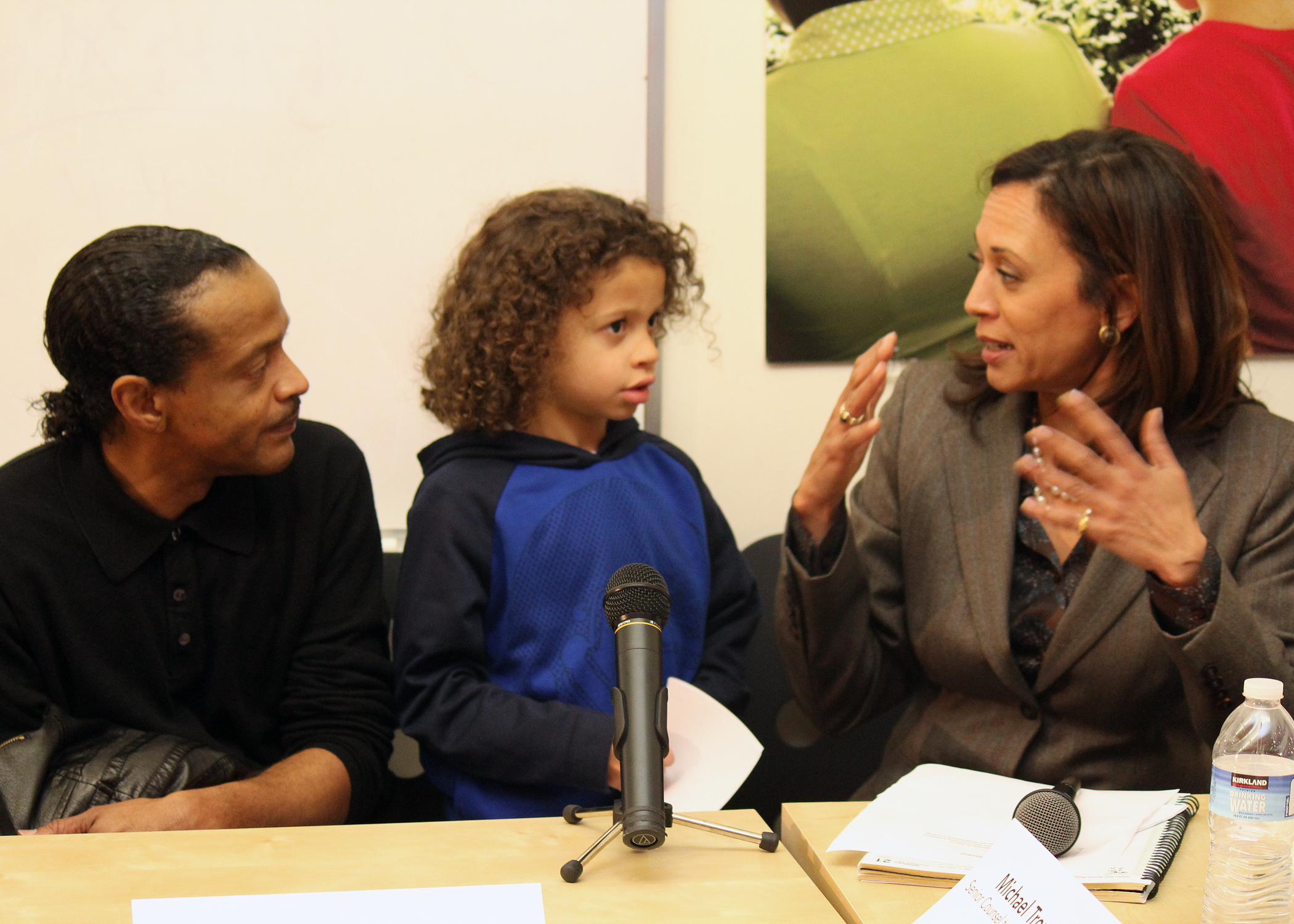
카멀라 해리스 캘리포니아 압류 피해자들과의 만남

2011년 해리스는 2010년 미국의 압류 위기를 계기로 모기지 사기 타격대를 창설한다고 발표했다. 같은 해 해리스는 퀘스트 진단으로부터 2억4100만 달러, 그리고 SCAN 의료 네트워크로부터 3억2300만 달러의 캘리포니아주 메디칼과 연방 메디케어 지불을 초과하여 캘리포니아주 허위 청구법 역사상 가장 큰 두 건의 회수를 받았다.
해리스는 2013년 존 페레스 국회의장, 다렐 스타인버그 상원 의장과 함께 공격적인 압류 전술에 대항해 전국적으로 가장 강력한 보호책 중 하나로 여겨지는 권리장전을 도입했다. 주택소유자 권리장전은 "이중 추적"(수정 및 압류를 동시에 처리)하는 관행을 금지하고 주택소유자에게 대출기관에서 단일 연락처를 제공했다. Harris는 이 법안에 따라 캘리포니아 주택소유자들을 위한 9자구도의 합의안을 대부분 로보 사인 및 이중 트랙 남용과 더불어 대출 처리업자들이 신용 모기지 대금을 신속하게 지불하지 못한 경우, 이자율을 잘못 계산한 경우, 그리고 대출자들에게 부당한 수수료를 부과한 경우를 기소하는 경우로 달성했다.
해리스는 2013년 스티븐 므누신(당시 민간 시민) 미 재무장관이 이끄는 투자단체가 소유한 원웨스트은행을 캘리포니아주 압류법 위반으로 고발한 주 수사관들이 초안한 민원을 승인하지 않았다. 2016년 선거 때 해리스는 므누신으로부터 기부를 받은 유일한 민주당 상원 후보였다. 해리스는 므누신 장관이 원웨스트은행을 통해 서브프라임 모기지(비우량 주택담보대출) 위기를 모면했다는 이유로 기부금을 받아 비난을 받았다. 해리스의 선거운동은 2019년 기소 불기소 결정이 원웨스트 소환 불능에 달려 있다고 밝혔다. 그의 언론담당 비서관은 원웨스트가 약탈적 대출을 했다는 데에는 의문의 여지가 없었으며 해리스 상원의원은 이들을 처벌해야 한다고 생각하고 있다. 불행하게도, 법은 전적으로 그들 편이었고 그들은 연방 은행이기 때문에 주 소환장으로부터 보호받았다."
해리스는 2014년 잘못된 요금 청구, 만기일 전에 계약을 다 갚은 고객들에게 과다 청구, 사생활 침해 등의 혐의로 임대 소매업자 애런스 사에 대해 제기한 고소를 해결했다. 이번 합의에서 이 소매업체는 캘리포니아 고객들에게 2840만 달러를 환불하고 민사 벌금으로 340만 달러를 지불했다.
해리스는 2015년 취약계층 저소득층 학생을 대상으로 허위 광고와 기만 마케팅을 하고 학생·투자자·인증기관에 취업알선율을 잘못 전달한 혐의로 영리 후기 교육기업 코린트스칼리지스를 상대로 12억 달러의 판정을 받았다. 법원은 코린트인에게 8억 2천만 달러의 배상금과 또 다른 3억 5천만 달러의 민사 처벌을 명령했다.

#### 프라이버시 권리
해리스는 2012년 2월 애플, 아마존, 구글, 휴렛패커드, 마이크로소프트, 리서치인모션과 계약을 맺고 매장에서 판매되는 앱들이 사용자들에게 그들이 어떤 개인 정보를 공유하고 누구와 공유하는지 알려주는 중요한 개인 정보 보호 정책을 의무화한다고 발표했다. 페이스북은 이후 이 협약에 동참했다. 그해 여름 해리스는 사이버 프라이버시, 신원 도용, 데이터 침해와 관련된 법률을 집행하기 위한 프라이버시 집행 및 보호 장치를 창설한다고 발표했다. 같은 해 말, 해리스는 100명의 모바일 앱 개발자들에게 주 개인정보 보호법 위반 사실을 통보하고 캘리포니아 주민에 의해 비호환 앱을 다운로드할 때마다 개인정보 보호정책을 만들거나 2500달러의 벌금을 물어야 한다고 요청했다.

### 형사사법개혁

#### 재범감소·재입국 부문 출범
해리스는 2013년 11월 샌디에이고, 로스엔젤레스, 알라메다 카운티의 지방검찰청과 제휴해 캘리포니아 법무부의 재범감축 및 재입국 부서를 출범시켰다. 2015년 3월 해리스는 로스앤젤레스 카운티 보안관 부서와 협력하여 "Back on Track LA"라는 파일럿 프로그램을 만들었다고 발표했다. 백 온 트랙처럼 개인 18~30명의 비폭력 범죄자들이 24~30개월 동안 시범 프로그램에 참여했다. 사례관리자를 배정받아 참가자들은 로스앤젤레스 커뮤니티 칼리지 지구와의 파트너십과 직업훈련 서비스를 통해 교육을 받았다.

#### 징역형 및 수감자 유고
2011년 브라운 대 플라타 연방대법원이 캘리포니아 교도소 과밀로 잔인하고 특이한 처벌을 가했다고 판결한 후, 해리스는 연방법원의 감독에 맞서 "나는 의뢰인이 있고, 내 의뢰인을 선택할 수 없다." 해리스의 법무장관의 잘못된 유죄 판결에 대한 기록은 일부 반대를 낳았다.학계와 운동가들로부터의 이교제 Lara Bazelon 법학 교수는 해리스가 "새로운 재판을 허락하기 보다는 부당하게 유죄 판결을 받은 사람들을 감옥에 가두기 위해 기술적인 것들을 강화했다"고 주장한다.해리스는 형사처벌 개혁안인 프로프 36(2012)과 프로프 47(2014)에 대해서는 입장을 밝히지 않았다. 전임 법무장관이었던 존 반 드 캄프는 공개적으로 그 근거에 동의하지 않았다.
2014년 9월 해리스 측 변호인은 수감자 소방노동이 필요하다는 이유로 수감자 조기 석방에 반대하는 소송을 제기하면서 불발된 주장을 펼쳤다. 1940년대 이후 캘리포니아의 자격을 갖춘 수감자들은 형량을 줄이고 보다 안락한 교도소 숙소를 제공하는 대가로 캘리포니아 산림 소방국의 포괄적인 교육을 자원봉사로 받을 수 있다. 교도소 소방관들은 하루에 약 2달러를 받고, 화재와 싸울 때 다른 1달러를 받는다.

#### 사형
코맥 J. 카니 판사는 2014년 유죄판결을 받은 강간범이자 살인범인 어니스트 드웨인 존스의 사형선고를 무효로 하고, 캘리포니아의 사형선고를 "체계적 지연과 기능장애"가 그 과정을 자의적으로 만들었기 때문에 잔인하고 특이한 처벌을 금지한 수정헌법 8조에 근거한 위헌을 선언했다. 해리스는 카니가 연방법원이 하바스 사건에서 새로운 헌법의 규칙을 발표하는 것을 금지하는 타이그 대 레인의 구속력 있는 대법원 판례에 명시된 매우 제한적인 하바스 코퍼스 절차를 준수하지 않았다고 주장하며 항소했다. 샌프란시스코 크로니클의 법원에서, 법률 및 정치학자인 무감비 주엣은 이 호소를 사형제도에 대한 방어라고 비판했다. 제9 순회 항소법원은 만장일치로 카니의 명령을 뒤집자 해리스 편을 들었다.

## 미국 상원의원 (2017~2021)

### 선거
캘리포니아주 상원의원으로 24년 만에 연임한 바버라 복서(D-CA) 상원의원이 2016년 임기 말 미국 상원에서 은퇴할 뜻을 밝혔다. 해리스가 처음으로 복서 상원의원 선거에 출마할 의사를 밝힌 후보였다. 해리스는 2015년 1월 13일 공식적으로 선거운동 시작을 알렸다. 해리스는 선거 운동 시작 몇 주 후부터 최고 경쟁자였다. 퍼블릭 폴리시 폴링의 조사에 의하면 41% 대 16%의 지지를 얻은 안토니오 비야라이고사 LA 시장과의 가상 대결에서 그녀가 앞서고 있는 것으로 나타났다. 현재와 전 주 전체 선출직 공무원인 존 챙, 존 가라멘디, 빌 로키어, 개빈 뉴섬, 알렉스 파디야 등이 출마를 거부했다.
2016년 2월, 캘리포니아 민주당은 80%에 가까운 득표율을 얻은 해리스에 대한 지지를 결정하기 위해 전당대회에서 투표를 했다. 3개월 후, 제리 브라운 주지사는 그녀를 지지했다.
6월 7일 예비선거에서 해리스는 40%의 득표로 1위를 차지했고 대부분의 카운티에서 다수로 승리했다. 7월 19일 버락 오바마 대통령과 조 바이든 부통령은 해리스의 손을 들어줬다.
해리스 의원은 총선에서 로레타 산체스 의원과 맞붙었다. 2016년 11월 선거에서 해리스는 4개 군을 제외한 모든 군에서 60%가 넘는 득표율을 기록하며 샌체즈를 꺾었다. 승리에 이어 도널드 트럼프 대통령 당선인의 정책으로부터 이민자 보호를 약속하며 2016년 말까지 법무장관으로 남겠다는 뜻을 밝혔다.

### 재임기간 업적

#### 2017
트럼프 대통령은 지난 1월 28일 여러 무슬림 국가의 시민들의 미국 입국을 90일간 금지한 행정명령 13769호에 서명한 뒤 이를 '무슬림 금지령'으로 표현한 많은 국가 중 하나였다. 그녀는 존 켈리 백악관 비서실장에게 전화를 걸었다. 켈리는 집에 있으면서 정보를 수집하고 행정명령을 거부하기 위해 뒤로 물러섰다.
해리스는 지난 2월 트럼프 내각에서 베치 디보스 교육부장관, 제프 세션스 법무장관 내정자에 대한 반대 입장을 밝힌 바 있다. 3월 초 세션스 장관이 세르게이 키슬랴크 주미 러시아 대사와 두 차례 통화한 사실이 보도된 후 그녀는 세션스 장관의 사퇴를 요구했다.
지난 4월 해리스는 닐 고서치의 미국 연방대법원에 대한 인준에 반대표를 던졌다. 그 달 말 해리스는 이라크에 주둔하고 있는 캘리포니아군과 시리아 난민 최대 수용소인 요르단의 자타리 난민 캠프를 방문하여 첫 해외여행을 떠났다.
해리스는 지난 6월 제임스 코미 연방수사국(FBI) 국장의 2017년 5월 해임사건에서 로드 로즌스타인 법무차관을 상대로 자신이 맡았던 역할을 추궁해 언론의 주목을 받았다. 그녀의 질문의 검찰적 성격으로 인해 정보위원회의 당연직 위원인 존 매케인 상원의원과 위원회 위원장인 리처드 버 상원의원이 그녀를 방해하고 증인을 좀 더 존중해 줄 것을 요청하게 되었다. 일주일 후, 그녀는 제프 세션스 법무장관에게 같은 주제에 대해 질문했다. 세션스는 그녀의 질문이 "나를 불안하게 만든다"고 말했다. 버어가 해리스에서 버를 지목한 것은 언론 매체에 그의 행동이 성차별적이라는 암시를 불러일으켰고, 비평가들은 버가 남성 상원 동료에게 비슷한 방식으로 대하지 않을 것이라고 주장했다.
해리스는 지난 12월 트위터를 통해 "성추행과 비위행위는 어느 누구에게도 허용되어서는 안 되며 어디서도 일어나서는 안 된다"고 주장하며 앨 프랭컨 상원의원의 사퇴를 요구했다.

#### 2018
그해 1월 해리스는 앨 프랭컨의 사임으로 상원 법사위에 임명됐다. 그 달 말 해리스는 커스틴 닐슨 국토안보부 장관에게 노르웨이 이민자들을 다른 사람들보다 선호하고 노르웨이가 주로 백인 국가라는 사실을 몰랐다고 주장한 것에 대해 질문했다.
해리스는 지난 4월과 5월 케임브리지 애널리티카가 8700만 페이스북 사용자의 데이터를 유용해 흑인 유권자들의 표를 억압하고 페이스북이 이용자의 사생활을 침해한 정도 등에 대해 마크 저커버그 페이스북 최고경영자(CEO)와 내부고발자 크리스토퍼 윌리를 추궁했다.
해리스는 지난 5월 닐슨 장관에게 불법 입국 혐의로 부모가 구금될 때 자녀들이 가족과 분리되는 트럼프 행정부 가족 분리 정책에 대해 열띤 질문을 던졌고, 6월에는 샌디에이고 국경 인근 구금시설 중 한 곳을 방문한 뒤 해리스가 화끈해졌다.닐슨의 사임을 요구한 첫 상원의원
브렛 캐버노 대법원 인준청문회에서 해리스는 브렛 캐버노에게 대통령의 개인 변호사 마크 카소위츠가 설립한 법무법인 카소위츠 벤슨 토레스의 일원과 뮬러 조사와 관련해 자신이 가졌을 수 있는 회의에 대해 질문했다. 캐버노가 대답하지 못하고 반복적으로 비껴들었다. 해리스는 캐버노에 대한 FBI 국장의 제한된 수사 범위를 성폭행 혐의와 관련해 추궁하는 데도 참여했다. 그녀는 그의 인준에 반대표를 던졌다.
해리스는 2018년 10월 미국 우편물 폭파 시도의 표적이 되었다.

#### 2019
해리스는 3월 22일 2016년 선거 당시 러시아 간섭에 관한 보고서를 제출한 뒤 로버트 뮬러 특별검사의 수사와 관련해 윌리엄 바 법무장관이 의회에 증언을 요구하기도 했다. 해리스는 "우리는 여기에 완전한 투명성이 필요하다"고 말했다. 그 달 말, 해리스 의원은 12명의 민주당 상원의원 중 한 명으로 바 법무장관의 결정에 의문을 제기하는 서한에 서명하여 "대통령의 행위가 사법방해에 해당하지 않는다는 자신의 결론"을 제시하고 바의 뮬러 보고서 요약과 그의 압리에 대한 조사를 요구했다.
바 장관은 2019년 5월 1일 상원 법사위에서 증언했다. 청문회 과정에서 바 장관은 보고서 전문을 앞두고 공개한 4쪽짜리 요약본의 잘못된 표현에 대해 계속 반론을 펼쳤다. 해리스는 다시 법무부의 마이클 E 수사관에게 요구했다. 호로위츠 부장관은 바 법무장관이 트럼프 대통령의 정적들을 조사하라는 백악관의 압력에 응했는지 여부를 조사한다.
해리스는 2019년 11월 ICE 구금 상태에서 사망한 성전환 여성이자 이민자인 록사나 에르난데스 씨의 죽음에 대한 조사를 요구했다.
해리스는 지난 12월 남부빈곤법률센터가 발간한 dl메일이 브라이트바트 웹사이트 편집자들에게 백인 민족주의 문학의 잦은 홍보를 폭로하자 민주당 상원의원들과 시민권 단체들을 이끌고 스티븐 밀러 백악관 선임고문의 해임을 요구했다.

#### 2020
해리스는 2020년 1월 16일 도널드 트럼프 대통령 탄핵 심판 개회를 앞두고 상원 원내에서 미국 사법제도의 청렴성에 대한 견해와 현직 대통령을 포함한 누구도 법 위에 있지 않다는 원칙을 밝히는 발언을 했다. 해리스는 이후 린지 그레이엄 상원 법사위원장에게 탄핵 심판 과정에서 모든 사법부 지명 중단을 요청했고, 그레이엄은 이를 묵인했다. 해리스는 대통령의 권한 남용과 의회 방해 혐의로 유죄를 선고하는 투표를 했다.
해리스는 버니 샌더스 상원의원이 2021 회계연도 7400억 달러 규모의 국방수권법(National Defense Authorization Act) 규모를 축소하기로 한 수정안에 반대표를 던졌다.

## 2020년 대선

### 대통령 선거 운동
해리스는 2019년 1월 27일 2020년 미국 대통령 선거 민주당 후보 경선 출마를 공식 선언했다.
해리스는 2020년 민주당 대통령 후보 지명에서 최고의 경쟁자이자 잠재적인 선두 주자로 여겨져 왔다. 2018년 6월, 그녀는 "제외하지 않는다"고 인용되었다. 2018년 7월, 그녀가 출마 가능성을 알리는 회고록을 출간할 것이라는 발표가 있었다. 2019년 1월 21일 해리스는 2020년 미국 대통령 선거에서 미국 대통령 출마를 공식 선언했다.
대선 전, 그리고 선거운동 기간 동안 #KHIVE라는 해시태그를 사용한 온라인 비공식 단체가 그녀의 출마를 지지하고 인종차별주의적이고 성차별적인 공격으로부터 그녀를 방어하기 위해 결성되었다.

### 부통령 선거 운동
해리스와 조 바이든은 2020년 8월 12일 러닝메이트 선정 발표 후 첫 유세 행사에 참석했다.
2019년 5월, 의회 블랙코커스 중진 의원들은 바이든-해리스 티켓 발행을 지지했다.클라이번은 3월 초 바이든에게 러닝메이트로 흑인 여성을 선택하라고 제안하면서 "아프리카계 미국 여성들은 충성심에 대한 보상이 필요하다"고 언급했다." 3월에 바이든은 러닝메이트로 여성을 선택하기로 약속했다.
뉴욕 타임스는 12일 해리스가 부통령 특유의 정치적 경험을 가진 유일한 흑인 여성인 만큼 바이든의 러닝메이트로 부상하고 있다고 보도했다. 6월 26일 CNN은 바이든의 수색 과정에 가까운 12명 이상이 엘리자베스 워런, 밸 데밍스, 키샤 랜스 보텀스와 함께 바이든의 4대 주자로 해리스가 꼽혔다고 보도했다. 2020년 8월 11일 바이든은 해리스를 선택했다고 발표했다. 아프리카계 미국인으로서는 최초의 인도계 미국인이며 제럴딘 페라로, 세라 페일린에 이어 세 번째 여성이다.

## 역대 선거 결과
| 선거명      | 직책명                         | 대수  | 정당   | 1차 득표율 | 1차 득표수 (선거인단) | 2차 득표율 | 2차 득표수 | 결과 | 당락                                     |
| ----------- | ------------------------------ | ----- | ------ | ---------- | --------------------- | ---------- | ---------- | ---- | ---------------------------------------- |
| 2003년 선거 | 캘리포니아 샌프란시스코 카운티 | 27대  | 무소속 | 33.65%     | 66,248표              | 56.49%     | 137,111표  | 1위  | 캘리포니아 샌프란시스코 카운티 검사 당선 |
| 2007년 선거 | 캘리포니아 샌프란시스코 카운티 | 27대  | 무소속 | 98.50%     | 114,561표             |            |            | 1위  | 캘리포니아 샌프란시스코 카운티 검사 당선 |
| 2010년 선거 | 캘리포니아 법무장관            | 32대  | 민주당 | 46.05%     | 4,442,781표           |            |            | 1위  | 캘리포니아주 법무장관 당선               |
| 2014년 선거 | 캘리포니아 법무장관            | 32대  | 민주당 | 57.49%     | 4,102,649표           |            |            | 1위  | 캘리포니아주 법무장관 당선               |
| 2016년 선거 | 상원의원 (캘리포니아 제3부)    | 115대 | 민주당 | 61.60%     | 7,542,753표           |            |            | 1위  | 캘리포니아주 상원의원 당선               |
| 2020년 선거 | 미국의 부통령                  | 49대  | 민주당 | 51.31%     | 81,268,867표 (306명)  |            |            | 1위  | 미국 부통령 당선                         |
| 2024년 선거 | 미국의 대통령                  | 47대  | 민주당 | 48.26%     | 75,015,507표 (226명)  |            |            | 2위  | 낙선                                     |